# STS-56
STS-56, voluit Space Transportation System-56, was een spaceshuttlemissie van de Discovery. Tijdens de missie werd onderzoek gedaan met behulp van ATLAS-2 (Atmospheric Laboratory for Applications and Sciences). 

## Bemanning
| Positie            | Lancering                        | Landing                          |                                  |
| ------------------ | -------------------------------- | -------------------------------- | -------------------------------- |
| Bevelhebber        | Kenneth Cameron 2e ruimtevlucht  | Kenneth Cameron 2e ruimtevlucht  |                                  |
| Piloot             | Stephen Oswald 2e ruimtevlucht   | Stephen Oswald 2e ruimtevlucht   |                                  |
| Missiespecialist 1 | / Michael Foale 2e ruimtevlucht  | / Michael Foale 2e ruimtevlucht  |                                  |
| Missiespecialist 2 | Kenneth Cockrell 1e ruimtevlucht | Kenneth Cockrell 1e ruimtevlucht | Kenneth Cockrell 1e ruimtevlucht |
| Missiespecialist 3 | Ellen Ochoa 1e ruimtevlucht      | Ellen Ochoa 1e ruimtevlucht      | Ellen Ochoa 1e ruimtevlucht      |

## Media

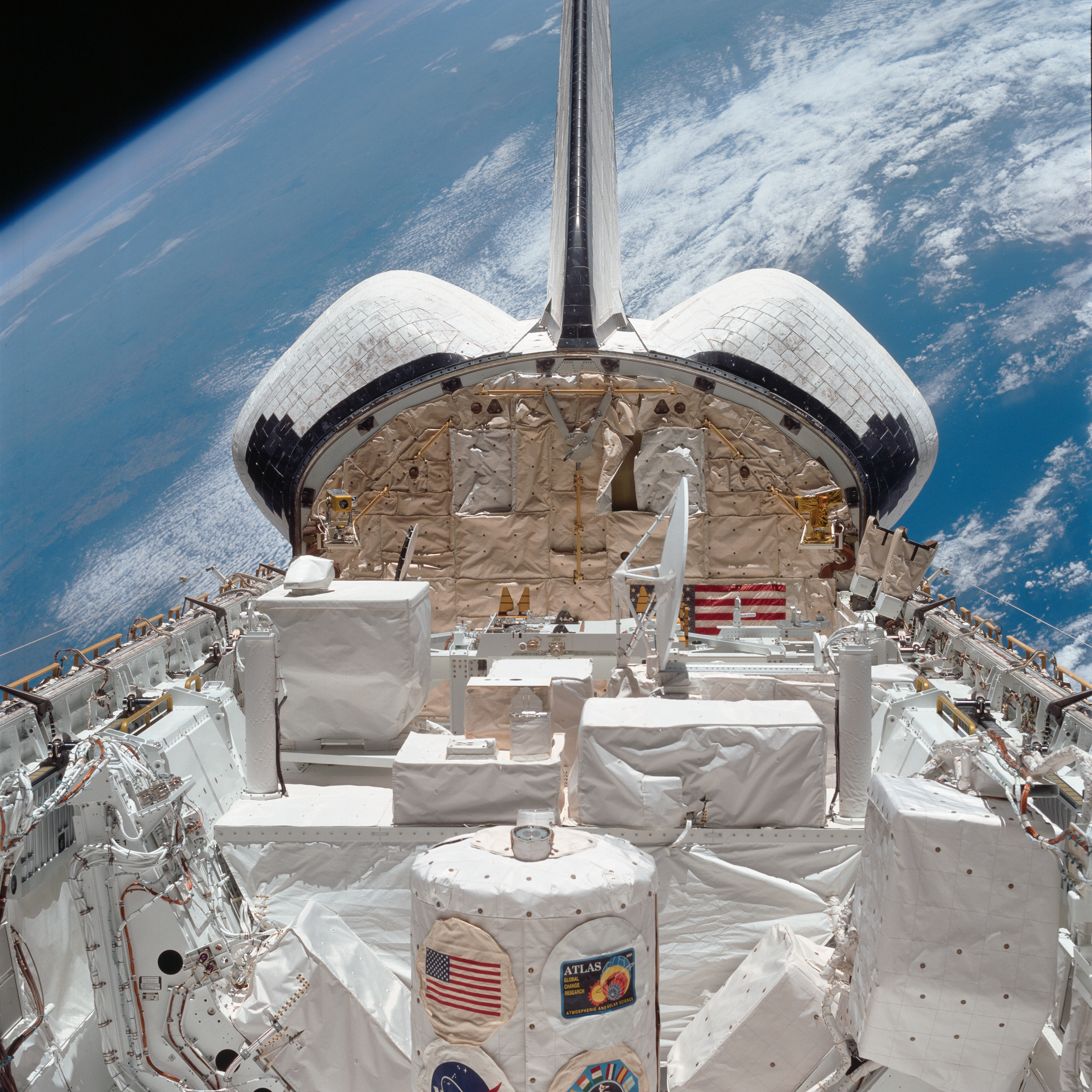
ATLAS-2 aan boord van de Discovery